# Naxalbari
Naxalbari es el nombre de un pueblo y un bloque de desarrollo comunitario en parte septentrional del estado de Bengala Occidental, en la India. El bloque de Naxalbari está sujeta a la jurisdicción de la subdivisión de Siliguri del distrito de Darjeeling. Naxalbari es conocido por el lugar donde se produjo a finales de los años 1960 la insurgencia naxalita.

## Geografía
Naxalbari se encuentra a 26°41′N 88°13′E / 26.68, 88.22, y se eleva 152 metros sobre el nivel del mar.
Naxalbari está situado en la región de Terai, al pie del Himalaya. Al oeste de Naxalbari, a través del río fronterizo de Mechi, se encuentra Nepal. La tierra que rodea Naxalbari es una extensión de 182,02 km² formada por granjas, plantaciones de té, bosques y pueblos pequeños. El bloque de Naxalbari consta de seis gram panchayats (consejos de pueblo), que son, de norte a sur, Gossainpur, Lower Bagdogra, Upper Bagdogra, Hatighisha, Naxalbari y Moniram. El bloque de Naxalbari contaba con 144.915 habitantes en el año 2001.

## Historia
En 1967 se produjo en Naxalbari un alzamiento de campesinos pobres de izquierdas conocido como la insurgencia naxalita, que prosigue a día de hoy. El incidente que desencadenó el alzamiento tuvo lugar el 25 de mayo de 1967 en la localidad de Bengai Jote, cuando la policía abrió fuego contra un grupo de campesinos que reclamaban sus derechos sobre los cultivos de una determinada extensión de terreno. El tiroteo acabó con la vida de 9 adultos y 2 niños desconocidos.
El Partido Comunista de la India (Maoísta) ha erigido bustos de Lenin, Stalin, Mao y Charu Majumder en el terreno donde se desencadenó la insurrección. También hay una columna que contiene los nombres de las personas fallecidas durante el tiroteo: 1. Dhaneswari Devi (mujer), 2. Simaswari Mullick (mujer), 3. Nayaneswari Mullick (mujer), 4. Surubala Burman (mujer), 5. Sonamati Singh (mujer), 6. Fulmati Devi (mujer), 7. Samsari Saibani (mujer), 8. Gaudrau Saibani (hombre), 9. Kharsingh Mullick (hombre) y "dos niños".

## Administración
El bloque de Naxalbari consta de una localidad censal, Uttar Bagdogra, y de áreas rurales con 6 gram panchayats, Gossaipur, Lower Bagdogra, Nakshalbari, Hatighisa, Maniram y Upper Bagdogra.
El bloque cuenta con dos estaciones de policía: Bagdogra y Naxalbari. La sede central del bloque se encuentra en Naxalbari.

## Transporte
Naxalbari tiene una estación de trenes en la línea Katihar-Siliguri.